# Folke Wassén
Folke Viktor Wassén (18 de abril de 1918-22 de octubre de 1969) fue un deportista sueco que compitió en vela en la clase 5.5 Metre. Fue hermano del también regatista Magnus Wassén.
Participó en los Juegos Olímpicos de Helsinki 1952, obteniendo una medalla de bronce en la clase 5.5 Metre.

## Palmarés internacional
| Juegos Olímpicos | Juegos Olímpicos     | Juegos Olímpicos  | Juegos Olímpicos |
| Año              | Lugar                | Medalla           | Clase            |
| ---------------- | -------------------- | ----------------- | ---------------- |
| 1952             | Helsinki (Finlandia) | Medalla de bronce | 5.5 Metre        |